# Eintracht Frankfurt 2005-2006
Questa voce raccoglie le informazioni riguardanti il Eintracht Frankfurt nelle competizioni ufficiali della stagione 2005-2006.

## Stagione
Nella stagione 2005-2006 l'Eintracht Francoforte, allenato da Friedhelm Funkel, concluse il campionato di Bundesliga al 14º posto. In Coppa di Germania l'Eintracht Francoforte perse la finale con il Bayern Monaco.

## Rosa
| N. |                               | Ruolo | Calciatore           |
| -- | ----------------------------- | ----- | -------------------- |
| 1  | Macedonia del Nord (bandiera) | P     | Oka Nikolov          |
| 2  | Germania (bandiera)           | D     | Patrick Ochs         |
| 4  | Germania (bandiera)           | C     | Christoph Preuß      |
| 5  | Macedonia del Nord (bandiera) | D     | Aleksandar Vasoski   |
| 7  | Germania (bandiera)           | C     | Benjamin Köhler      |
| 8  | Austria (bandiera)            | C     | Stefan Lexa          |
| 10 | Austria (bandiera)            | C     | Markus Weissenberger |
| 11 | Corea del Sud (bandiera)      | D     | Cha Du-ri            |
| 13 | Stati Uniti (bandiera)        | C     | Jermaine Jones       |
| 14 | Germania (bandiera)           | A     | Alexander Meier      |
| 15 | Croazia (bandiera)            | D     | Jurica Puljiz        |
| 16 | Svizzera (bandiera)           | D     | Christoph Spycher    |
| 17 | Germania (bandiera)           | C     | Daniyel Cimen        |

| N. |                        | Ruolo | Calciatore           |
| -- | ---------------------- | ----- | -------------------- |
| 18 | Grecia (bandiera)      | A     | Giannīs Amanatidīs   |
| 20 | Spagna (bandiera)      | A     | Francisco Copado     |
| 21 | Germania (bandiera)    | P     | Markus Pröll         |
| 22 | Germania (bandiera)    | D     | Christopher Reinhard |
| 23 | Germania (bandiera)    | D     | Marco Russ           |
| 24 | Germania (bandiera)    | C     | Alexander Schur      |
| 26 | Germania (bandiera)    | A     | Dominik Stroh-Engel  |
| 28 | Germania (bandiera)    | P     | Jan Zimmermann       |
| 29 | Brasile (bandiera)     | D     | Chris                |
| 30 | Svizzera (bandiera)    | C     | Benjamin Huggel      |
| 31 | Germania (bandiera)    | D     | Mounir Chaftar       |
| 33 | Germania (bandiera)    | D     | Marko Rehmer         |
|    | Stati Uniti (bandiera) | P     | Robert Cue           |

## Organigramma societario
Area tecnica
- Allenatore: Friedhelm Funkel
- Allenatore in seconda: Armin Reutershahn
- Preparatore dei portieri: Andreas Menger
- Preparatori atletici:

## Calciomercato

### Sessione estiva
| Acquisti | Acquisti            | Acquisti                         | Acquisti |
| R.       | Nome                | da                               | Modalità |
| -------- | ------------------- | -------------------------------- | -------- |
| A        | Giannīs Amanatidīs  | Kaiserslautern                   |          |
| D        | Mounir Chaftar      | Eintracht Francoforte (juniores) |          |
| A        | Francisco Copado    | Unterhaching                     |          |
| A        | Nico Frommer        | RW Oberhausen                    |          |
| C        | Benjamin Huggel     | Basilea                          |          |
| C        | Christoph Preuß     | Bochum                           |          |
| D        | Marko Rehmer        | Hertha Berlino                   |          |
| D        | Christoph Spycher   | Grasshoppers                     |          |
| A        | Dominik Stroh-Engel | SC Waldgirmes                    |          |

| Cessioni | Cessioni        | Cessioni    | Cessioni |
| R.       | Nome            | da          | Modalità |
| -------- | --------------- | ----------- | -------- |
| A        | Markus Beierle  | Darmstadt   |          |
| C        | Mehmet Dragusha | Paderborn   |          |
| D        | Torben Hoffmann | Monaco 1860 |          |

### Sessione invernale
| Acquisti | Acquisti | Acquisti | Acquisti |
| R.       | Nome     | da       | Modalità |
| -------- | -------- | -------- | -------- |

| Cessioni | Cessioni        | Cessioni         | Cessioni |
| R.       | Nome            | da               | Modalità |
| -------- | --------------- | ---------------- | -------- |
| C        | Christian Lenze | Erzgebirge Aue   |          |
| A        | Arie van Lent   | Rot-Weiss Essen  |          |
| A        | Nico Frommer    | Unterhaching     |          |
| C        | Alexander Huber | Hoffenheim       |          |
| D        | Markus Husterer | Bayern Monaco II |          |

## Risultati

### Bundesliga

#### Girone di andata
| Arbitro: | Meyer |

|            |           |                                                      |
| Vasoski 7’ | Marcatori | 24’ Berbatov 48’ Voronin 55’ Schneider 59’ Krzynówek |

| Arbitro: | Schmidt |

|                                  |           |  |
| Schröder 53’ van Lent 78’ (aut.) | Marcatori |  |

| Arbitro: | Gräfe |

|           |           |  |
| Jones 68’ | Marcatori |  |

| Arbitro: | Merk |

|                        |           |  |
| Štajner 32’ Jankov 63’ | Marcatori |  |

| Arbitro: | Kinhöfer |

|            |           |         |
| Buyten 85’ | Marcatori | 90’ Cha |

| Arbitro: | Kircher |

|  |           |              |
|  | Marcatori | 72’ Guerrero |

| Arbitro: | Drees |

|               |           |  |
| Klimowicz 34’ | Marcatori |  |

| Arbitro: | Stark |

|  |           |            |
|  | Marcatori | 65’ Larsen |

| Arbitro: | Schmidt |

|  |           |           |
|  | Marcatori | 27’ Meier |

| Arbitro: | Fandel |

|                                                                |           |                                          |
| Amanatidīs 2’ Rehmer 8’ Chris 28’ Köhler 35’ Meier 77’ Cha 89’ | Marcatori | 5’ Streit 54’ (rig.) Podolski 90’ Özalan |

| Arbitro: | Kircher |

|                                        |           |                |
| Frings 29’ Borowski 52’, 90’ Klose 61’ | Marcatori | 19’ Amanatidīs |

| Arbitro: | Weiner |

|                           |           |  |
| Copado 36’ Meier 49’, 55’ | Marcatori |  |

| Arbitro: | Stark |

|                       |           |                              |
| Noveski 70’ Ruman 90’ | Marcatori | 3’ (aut.), 6’ (aut.) Noveski |

| Arbitro: | Rafati |

|                |           |             |
| Amanatidīs 19’ | Marcatori | 63’ Ljuboja |

| Arbitro: | Gagelmann |

|                          |           |  |
| Copado 9’ Amanatidīs 84’ | Marcatori |  |

| Arbitro: | Meyer |

|           |           |                              |
| Seitz 85’ | Marcatori | 50’ Weissenberger 58’ Copado |

| Arbitro: | Merk |

|                                          |           |                           |
| Jansen 45’ Neuville 77’, 82’ Svěrkoš 88’ | Marcatori | 16’, 22’ Copado 90’ Chris |

#### Girone di ritorno
| Arbitro: | Fandel |

|                            |           |                |
| Freier 67’ Butt 72’ (rig.) | Marcatori | 41’ Amanatidīs |

| Arbitro: | Weiner |

|           |           |             |
| Jones 58’ | Marcatori | 20’ Boateng |

| Arbitro: | Merk |

|  |           |                |
|  | Marcatori | 42’ Amanatidīs |

| Arbitro: | Schmidt |

|  |           |            |
|  | Marcatori | 78’ Jankov |

| Arbitro: | Fleischer |

|           |           |                           |
| Meier 42’ | Marcatori | 20’ Trochowski 52’ Buyten |

| Arbitro: | Gagelmann |

|                                                |           |                     |
| Guerrero 21’, 41’ Ballack 33’, 62’ Pizarro 85’ | Marcatori | 32’ Preuß 83’ Meier |

| Arbitro: | Kinhöfer |

|                |           |           |
| Amanatidīs 64’ | Marcatori | 58’ Hanke |

| Arbitro: | Kircher |

|                     |           |  |
| Larsen 51’ Sand 90’ | Marcatori |  |

| Arbitro: | Merk |

|                                                      |           |                       |
| Amanatidīs 2’, 13’, 57’ Köhler 11’ Copado 79’ (rig.) | Marcatori | 25’ Bodzek 32’ Lavrič |

| Arbitro: | Meyer |

|             |           |            |
| Springer 2’ | Marcatori | 16’ Rehmer |

| Arbitro: | Fandel |

|  |           |                  |
|  | Marcatori | 70’ (rig.) Klose |

| Arbitro: | Gagelmann |

|                |           |  |
| Westermann 68’ | Marcatori |  |

| Francoforte sul Meno 15 aprile 2006, ore 15:30 CEST 30ª giornata | Eintracht Francoforte | 0 – 0 referto | Magonza | Commerzbank-Arena (49 962 spett.)\| Arbitro: \| Kircher \| |
| Arbitro:                                                         | Kircher               |               |         |                                                            |

| Arbitro: | Stark |

|  |           |                                 |
|  | Marcatori | 59’ Meier 62’ (rig.) Amanatidīs |

| Arbitro: | Kinhöfer |

|                           |           |                        |
| Köhler 50’ Amanatidīs 69’ | Marcatori | 16’ Reinert 82’ Ziemer |

| Arbitro: | Meyer |

|             |           |         |
| Gambino 87’ | Marcatori | 54’ Cha |

| Arbitro: | Fleischer |

|  |           |                         |
|  | Marcatori | 56’ Neuville 90’ Rafael |

### Coppa di Germania
| Arbitro: | Kuhl |

|             |           |                           |
| Gatarić 77’ | Marcatori | 36’ Huggel 52’ Amanatidīs |

| Arbitro: | Brych |

|                                                           |           |  |
| Meier 28’, 68’ Huggel 30’ Spycher 64’ Copado 79’ Ochs 85’ | Marcatori |  |

| Arbitro: | Fandel |

|                            |                      |                       |
| Copado 35’ (rig.)          | Marcatori            | 42’ Kießling          |
| Köhler Copado Preuß Huggel | Tiri di rigore 4 – 1 | Pinola Saenko Banović |

| Arbitro: | Kinhöfer |

|               |           |                                     |
| Reisinger 11’ | Marcatori | 21’ Copado 77’ Amanatidīs 90’ Meier |

| Arbitro: | Merk |

|                |           |  |
| Amanatidīs 16’ | Marcatori |  |

| Arbitro: | Fandel |

|  |           |             |
|  | Marcatori | 57’ Pizarro |

## Statistiche

### Statistiche di squadra
| Competizione      | Punti | In casa | In casa | In casa | In casa | In casa | In casa | In trasferta | In trasferta | In trasferta | In trasferta | In trasferta | In trasferta | Totale | Totale | Totale | Totale | Totale | Totale | DR |
| Competizione      | Punti | G       | V       | N       | P       | Gf      | Gs      | G            | V            | N            | P            | Gf           | Gs           | G      | V      | N      | P      | Gf     | Gs     | DR |
| ----------------- | ----- | ------- | ------- | ------- | ------- | ------- | ------- | ------------ | ------------ | ------------ | ------------ | ------------ | ------------ | ------ | ------ | ------ | ------ | ------ | ------ | -- |
| Bundesliga        | 36    | 17      | 5       | 5       | 7       | 24      | 22      | 17           | 4            | 4            | 9            | 18           | 29           | 34     | 9      | 9      | 16     | 42     | 51     | -9 |
| Coppa di Germania | -     | 4       | 2       | 1       | 1       | 8       | 2       | 2            | 2            | 0            | 0            | 5            | 2            | 6      | 4      | 1      | 1      | 13     | 4      | +9 |
| Totale            | 36    | 21      | 7       | 6       | 8       | 32      | 24      | 19           | 6            | 4            | 9            | 23           | 31           | 40     | 13     | 10     | 17     | 55     | 55     | 0  |

### Andamento in campionato
| Giornata  | 1  | 2  | 3  | 4  | 5  | 6  | 7  | 8  | 9  | 10 | 11 | 12 | 13 | 14 | 15 | 16 | 17 | 18 | 19 | 20 | 21 | 22 | 23 | 24 | 25 | 26 | 27 | 28 | 29 | 30 | 31 | 32 | 33 | 34 |
| --------- | -- | -- | -- | -- | -- | -- | -- | -- | -- | -- | -- | -- | -- | -- | -- | -- | -- | -- | -- | -- | -- | -- | -- | -- | -- | -- | -- | -- | -- | -- | -- | -- | -- | -- |
| Luogo     | C  | T  | C  | T  | T  | C  | T  | C  | T  | C  | T  | C  | T  | C  | C  | T  | T  | T  | C  | T  | C  | C  | T  | C  | T  | C  | T  | C  | T  | C  | T  | C  | T  | C  |
| Risultato | P  | P  | V  | P  | N  | P  | P  | P  | V  | V  | P  | V  | N  | N  | V  | V  | P  | P  | N  | V  | P  | P  | P  | N  | P  | V  | N  | P  | P  | N  | V  | N  | N  | P  |
| Posizione | 16 | 18 | 12 | 15 | 15 | 15 | 17 | 18 | 16 | 13 | 14 | 12 | 12 | 13 | 10 | 9  | 10 | 11 | 11 | 11 | 11 | 11 | 12 | 12 | 14 | 13 | 13 | 13 | 13 | 13 | 13 | 13 | 14 | 14 |

Legenda:

Luogo: C = Casa; T = Trasferta. Risultato: V = Vittoria; N = Pareggio; P = Sconfitta.

### Statistiche dei giocatori
| Giocatore        | Bundesliga | Bundesliga | Bundesliga  | Bundesliga | Coppa di Germania | Coppa di Germania | Coppa di Germania | Coppa di Germania | Totale   | Totale | Totale      | Totale     |
| Giocatore        | Presenze   | Reti       | Ammonizioni | Espulsioni | Presenze          | Reti              | Ammonizioni       | Espulsioni        | Presenze | Reti   | Ammonizioni | Espulsioni |
| ---------------- | ---------- | ---------- | ----------- | ---------- | ----------------- | ----------------- | ----------------- | ----------------- | -------- | ------ | ----------- | ---------- |
| I. Amanatidīs    | 32         | 12         | 5           | 0          | 5                 | 3                 | 0                 | 0                 | 37       | 15     | 5           | 0          |
| D. Cha           | 27         | 3          | 1           | 0          | 3                 | 0                 | 0                 | 0                 | 30       | 3      | 1           | 0          |
| M. Chaftar       | 1          | 0          | 1           | 0          | 0                 | 0                 | 0                 | 0                 | 1        | 0      | 1           | 0          |
| Chris            | 22         | 2          | 6           | 0          | 4                 | 0                 | 0                 | 0                 | 26       | 2      | 6           | 0          |
| D. Cimen         | 12         | 0          | 0           | 0          | 3                 | 0                 | 0                 | 0                 | 15       | 0      | 0           | 0          |
| F. Copado        | 24         | 6          | 1           | 0          | 5                 | 3                 | 1                 | 0                 | 29       | 9      | 2           | 0          |
| R. Cue           | 0          | 0          | 0           | 0          | 0                 | 0                 | 0                 | 0                 | 0        | 0      | 0           | 0          |
| B. Huggel        | 28         | 0          | 2           | 0          | 6                 | 2                 | 1                 | 0                 | 34       | 2      | 3           | 0          |
| M. Husterer      | 0          | 0          | 0           | 0          | 0                 | 0                 | 0                 | 0                 | 0        | 0      | 0           | 0          |
| J. Jones         | 20         | 2          | 8           | 0          | 4                 | 0                 | 1                 | 0                 | 24       | 2      | 9           | 0          |
| B. Köhler        | 29         | 3          | 2           | 1          | 5                 | 0                 | 1                 | 0                 | 34       | 3      | 3           | 1          |
| S. Lexa          | 13         | 0          | 2           | 0          | 3                 | 0                 | 0                 | 0                 | 16       | 0      | 2           | 0          |
| A. Meier         | 33         | 7          | 4           | 0          | 5                 | 3                 | 0                 | 0                 | 38       | 10     | 4           | 0          |
| O. Nikolov       | 30         | 0          | 0           | 0          | 6                 | 0                 | 1                 | 0                 | 36       | 0      | 1           | 0          |
| P. Ochs          | 28         | 0          | 8           | 0          | 4                 | 1                 | 2                 | 0                 | 32       | 1      | 10          | 0          |
| C. Preuß         | 23         | 1          | 1           | 0          | 4                 | 0                 | 0                 | 0                 | 27       | 1      | 1           | 0          |
| M. Pröll         | 2          | 0          | 0           | 0          | 0                 | 0                 | 0                 | 0                 | 2        | 0      | 0           | 0          |
| J. Puljiz        | 0          | 0          | 0           | 0          | 0                 | 0                 | 0                 | 0                 | 0        | 0      | 0           | 0          |
| M. Rehmer        | 25         | 2          | 4           | 0          | 3                 | 0                 | 0                 | 0                 | 28       | 2      | 4           | 0          |
| C. Reinhard      | 7          | 0          | 1           | 0          | 0                 | 0                 | 0                 | 0                 | 7        | 0      | 1           | 0          |
| M. Russ          | 9          | 0          | 4           | 0          | 2                 | 0                 | 0                 | 0                 | 11       | 0      | 4           | 0          |
| A. Schur         | 2          | 0          | 0           | 0          | 0                 | 0                 | 0                 | 0                 | 2        | 0      | 0           | 0          |
| C. Spycher       | 24         | 0          | 0           | 0          | 3                 | 1                 | 0                 | 1                 | 27       | 1      | 0           | 1          |
| D. Stroh-Engel   | 3          | 0          | 1           | 0          | 0                 | 0                 | 0                 | 0                 | 3        | 0      | 1           | 0          |
| A. Vasoski       | 33         | 1          | 8           | 0          | 6                 | 0                 | 2                 | 0                 | 39       | 1      | 10          | 0          |
| M. Weissenberger | 14         | 1          | 1           | 0          | 5                 | 0                 | 1                 | 0                 | 19       | 1      | 2           | 0          |
| A. Wiedener      | 1          | 0          | 0           | 0          | 3                 | 0                 | 0                 | 0                 | 4        | 0      | 0           | 0          |
| J. Zimmermann    | 2          | 0          | 0           | 0          | 0                 | 0                 | 0                 | 0                 | 2        | 0      | 0           | 0          |
| A. van Lent      | 11         | 0          | 0           | 0          | 1                 | 0                 | 0                 | 0                 | 12       | 0      | 0           | 0          |